# マイケル・ベイリー
マイケル・バックワース・ベイリー（Michael Buckworth Bailey、1827年4月10日 - 1899年12月6日）は、幕末に来日した英国国教会（イングランド国教会）のイギリス人聖職者、牧師、宣教師、教育者である。横浜で英語塾を開くとともに、日本で2番目の民間邦字新聞『万国新聞紙』を創刊した。

## 経歴・人物

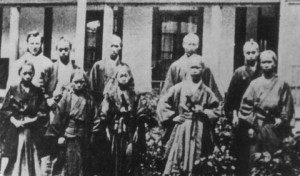
チョンマゲ姿の日本人と一緒に写る
M.B.ベイリー司祭（左上）

1861年（文久元年）12月18日、横浜のイギリス領事館（後に横浜開港資料館旧舘となる）の最初の領事館チャプレン（牧師）に任命される。
1862年（文久2年）8月に来日し、領事館チャプレン（司祭）を務める。
1863年10月18日（文久3年9月6日）、プロテスタントとして横浜で最初の教会である横浜クライストチャーチ（現・横浜山手聖公会）の初代聖堂が横浜居留地105番（現在の中区山下町同番地）に完成して聖別し、初代チャプレン（牧師）として主任司祭に任命される。
また、ベイリー司祭は、英語塾を開き、日本人に英語を教えた。
1867年（慶応3年）1月に、日本において2番目の民間邦字新聞『万国新聞紙』を創刊する。イギリスを中心とした海外ニュースのほか、国内ニュースを報道した最初の新聞で、大槻文彦や星亨らが記者として参加。1868年（明治元年）の太政官布告で多くの新聞が姿を消したのちも、治外法権に基づいて発行を続け、1869年（明治2年）4月発行の第17集までが残存している。
1872年（明治5年）3月に引退して、帰国する。ベイリーの後任として、横浜イギリス領事館チャプレン（牧師）と横浜クライストチャーチのチャプレンには、エドワード・サイルが代理牧師として1872年（明治5年）4月に着任した。